# Liste der Monuments historiques in Montreuil-sur-Maine
Die Liste der Monuments historiques in Montreuil-sur-Maine führt die Monuments historiques in der französischen Gemeinde Montreuil-sur-Maine auf.

## Liste der Bauwerke
| Bezeichnung             | Beschreibung                              | Standort | Kennzeichnung | Schutzstatus | Datum | Bild |
| ----------------------- | ----------------------------------------- | -------- | ------------- | ------------ | ----- | ---- |
| Manoir de la Chouanière | Herrenhaus, erbaut im 17./18. Jahrhundert | (Lage)   | PA00109209    | Inscrit      | 1973  |      |

## Liste der Objekte
- Monuments historiques (Objekte) in Montreuil-sur-Maine in der Base Palissy des französischen Kultusministeriums